# Washington González
Washington González (* 6. Dezember 1955 in Florida) ist ein ehemaliger uruguayischer Fußballspieler.

## Karriere

### Verein
Defensivakteur González spielte von 1975 bis 1979 für den Club Atlético Defensor in der Primera División. Anschließend gehörte er von 1980 bis 1983 dem Erstligakader Nacional Montevideos an. In den Spielzeiten 1980 und 1983 gewann sein Verein die Uruguayische Meisterschaft. 1980 siegte man überdies in der Copa Libertadores. González wirkte in beiden Finalspielen gegen den SC Internacional von Beginn an mit. Durch einen 1:0-Sieg am 11. Februar 1981 über Nottingham Forest, bei dem er ebenfalls in der Startaufstellung stand, holte González mit seinem Klub den Weltpokal des Jahres 1980. Auch kam er im Hinspiel um die Copa Interamericana 1981 zum Zug. Nacional unterlag jedoch letztlich nach einem dritten Entscheidungsspiel gegen den mexikanischen Verein UNAM Pumas. Nach seiner Zeit bei Nacional folgte eine von 1983 bis 1985 währende Karrierestation in Argentinien beim Racing Club. In der Saison 1986/87 schloss sich ein Engagement bei Platense Vicente López an. Von 1987 bis 1991 stand er in Australien bei Parramatta Eagles unter Vertrag.

### Nationalmannschaft
González gehörte der uruguayischen Junioren-Nationalmannschaft an, die 1975 unter der Leitung von Trainer Walter Brienza an der Junioren-Südamerikameisterschaft in Peru teilnahm und den Titel gewann. Dazu trug er mit sechs Turniereinsätzen (kein Tor) bei. Im selben Jahr war er Teil des uruguayischen Aufgebots bei den Panamerikanischen Spielen. Uruguay schied in der Vorrunde aus. Er war ferner Mitglied der A-Nationalmannschaft Uruguays, für die er zwischen dem 24. Mai 1978 und dem 4. November 1983 32 Länderspiele absolvierte. Ein Länderspieltor erzielte er nicht. Mit der Celeste nahm er sowohl an der Copa América 1979 als auch an der Copa América 1983 teil. Bei seiner zweiten Teilnahme wurde er mit seinem Heimatland Südamerikameister. 1979 und 1980 wurde er bei der Copa Juan Pinto Durán und 1983 bei der Copa Artigas eingesetzt. Auch im Rahmen der Qualifikation für die Weltmeisterschaft 1982 kam er zum Zug.

### Erfolge
- Weltpokal: 1980
- Copa Libertadores: 1980
- Uruguayischer Meister: 1980, 1983
- Copa América: 1983
- Junioren-Südamerikameister: 1975